# Suralaya
Suralaya is een bestuurslaag in het regentschap Cilegon van de provincie Banten, Indonesië. Suralaya telt 6079 inwoners (volkstelling 2010).